# عوامل خطر برای سرطان پستان
عوامل خطر برای سرطان پستان را می‌توان به دو بخش قابل پیشگیری و غیرقابل پیشیگیری تقسیم نمود. مطالعه پژوهشگران در این زمینه به همه‌گیرشناسی تعلق دارد. سرطان پستان، بمانند دیگر اشکال سرطان، می‌توان از عوامل خطر ارثی و محیطی چندگانه ناشی بشود. اصطلاح «محیطی» در میان پژوهشگران نماینده عواملی هستند که به‌طور ژنتیکی به ارث نمی‌رسند.
برای سرطان پستان، فهرستی از عوامل خطر محیطی وجود دارد که شامل پیشرفت شخص، تعرض به میکروب‌ها، «مداخله پزشکی، تعرض مستقیم به مواد مغذی، انرژی و مواد سمی، تابش یونیزان و مواد شیمیایی از فرایندهای صنعتی و کشاورزی از فراورده‌های مصرفی … گزینش‌های بازفراور، تعادل انرژی، افزایش وزن فرد بالغ، فربهی بدن، فعالیت جسمانی ارادی و غیرارادی، مراقب پزشکی، تعرض به دود تنباکو و الکل و رویارویی با عوامل خطرزا در محیط سکونت که شامل شیفت کاری است و همچنین فرایندهای متابولیک و فیزیولوژیکی که محیط درونی بدن را دستخوش تغییر می‌دهد». برخی از این عوامل محیطی پاره‌ای از محیط فیزیکی هستند، در حالی که دیگران (همچون رژیم غذایی و تعداد بارداری) اصولاً بخشی از محیط اقتصادی، فرهنگی یا اجتماعی هستند.
گرچه بسیاری از عوامل خطر همه‌گیرشناختی شناسایی شده‌اند، ولی دلیل گروهی از سرطان پستان افراد ناشناخته مانده‌است. پژوهش همه‌گیرشناختی الگوهای تصادمی قطعی جمعیت‌های سرطان پستان را گزارش می‌دهد ولی این الگوها در میان افراد کارایی ندارند. حدود ۵٪ سرطان‌های پستان جدید ناشی از نشانگان‌های ارثی هستند و عوامل خطری به‌خوبی شناخته شده برای ۳۰٪ موارد صادق هستند.
یک مطالعه مرور سیستماتیک و متاآنالیز توسط شمشیریان و همکاران در مورد عوامل خطر سرطان پستان در ایران نشان داد عواملی مانند سابقه خانوادگی، HRT ، وجود استرس ، سیگار کشیدن، سقط جنین ، مصرف شیرینی ممکن است خطر ابتلا به سرطان پستان را افزایش دهد. در حالی که سن منارک بالاتر، 12تا 24 ماه شیردهی ، ورزش روزانه و مصرف سبزیجات با ایجاد سرطان پستان ارتباط معکوس داشتند. 

## سن

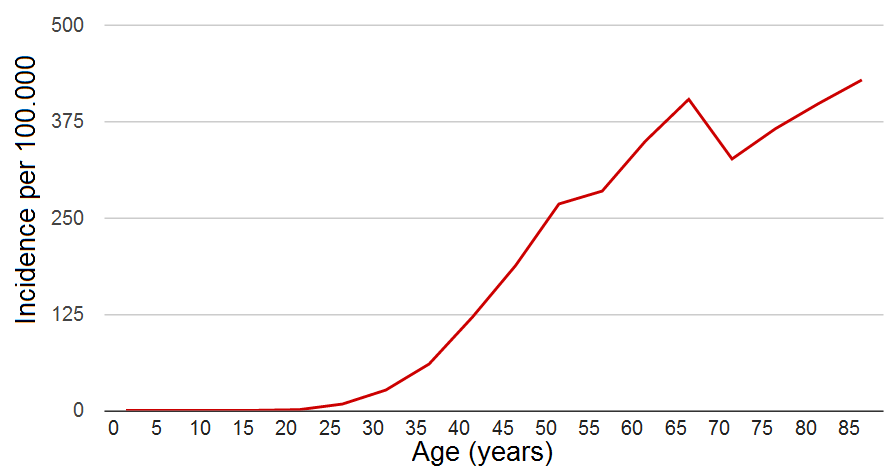
بروز سرطان پستان نسبت به سن در میان زنان اهل بریتانیا بین سال‌های ۲۰۰۶ تا۲۰۰۸.

خطر ابتلا به سرطان با سن افزایش می‌یابد. هرچه سن زن بالاتر رود، درصد ابتلا و میزان آن چندین برابر می‌شود. برای نمونه زنی که در دهه ششم زندگیش باشد، خطری ۱۰۰ برابری نسبت به دهه دوم زندگیش را می‌گذراند. اگر همه زنان تا ۹۵ سالگی زندگی کنند، یکی از هر هشت نفرشان سرطان پستان در برخی نقاط را طی عمرشان نشان می‌دهند. به هر حال، خطر جدی سن وجود دارد و با افزایش سن ۹۰٪ افزایش می‌یابد اما از آنجایی که بیشتر زنان پیش از ۹۵ سالگی می‌میرند، این عامل خطریت کمتری دارد.
احتمال سرطان پستان با افزایش سن بیشتر می‌شود، ولیکن در جوانان نیز این سرطان گزارش شده‌است.